# Herbert Katz
Herbert Katz (10 de diciembre de 1926-1 de diciembre de 2007) fue un guitarrista de jazz finlandés.

## Biografía
Su nombre completo era Herbert Abraham Katz, y nació en Turku, Finlandia.
Herbert "Häkä" Katz obtuvo su primera guitarra en sus años escolares a principios de los años 1940, aprendiendo a tocar el instrumento de modo autodidacta. Aunque era apasionado del jazz, empezó a tocar en orquestas de música de entretenimiento, con las cuales participó en diferentes grabaciones. 
Sin embargo, y ya en la década de 1960, tocó con orquestas propias, actuando junto a Teuvo Suojärvi, Heikki Annala y Jaakko Furman. Entre los cantantes con los que trabajó figuran Rauni Pekkala y Lasse Mårtenson. Katz fue uno de los músicos que tocó en el primer disco de rock totalmente finlandés de su país, ”Hawaiian Rock”, grabado por Onni Gideon en 1957.
Katz fue propietario de una tienda de discos e instrumentos, "Levybaari – Skivbaren", en la calle Uudenmaankatu de Helsinki. Además, fue fundador en 1953 de la compañía discográfica Scandia-Musiikki junto a Paavo Einiö y Mosse Vikstedt. 
En los años 1970 Katz trabajó en el extranjero, viviendo sus últimos años en Suecia. Actuó en el festival Pori Jazz en 1971, y formó también parte de la formación de estudio de Rauno Lehtinen Vostok All Stars, que grabó temas como ”Säkkijärven polkan” (1962) y ”Letkiksen” (1963). Además, Katz fue compositor de la banda sonora de la película de Maunu Kurkvaara Autotytöt.
Herbert Katz falleció en Gotemburgo, Suecia, en el año 2007.